# 火焰喷射器

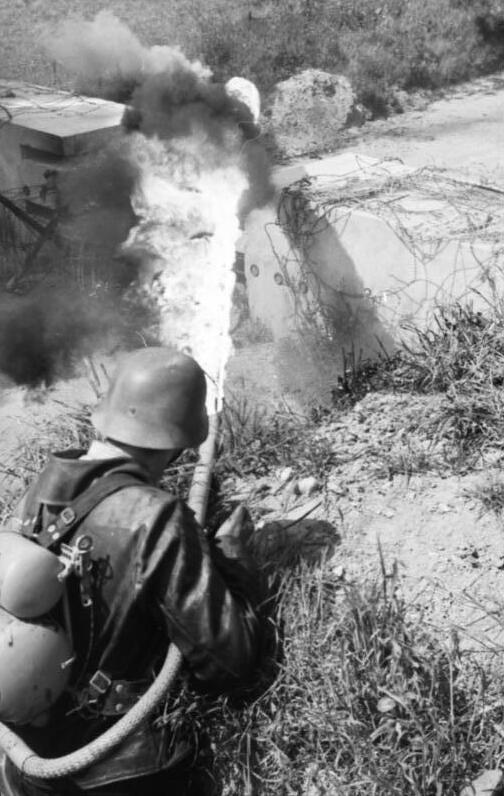
1944年，一名德国士兵在使用FmW 41型火焰喷射器

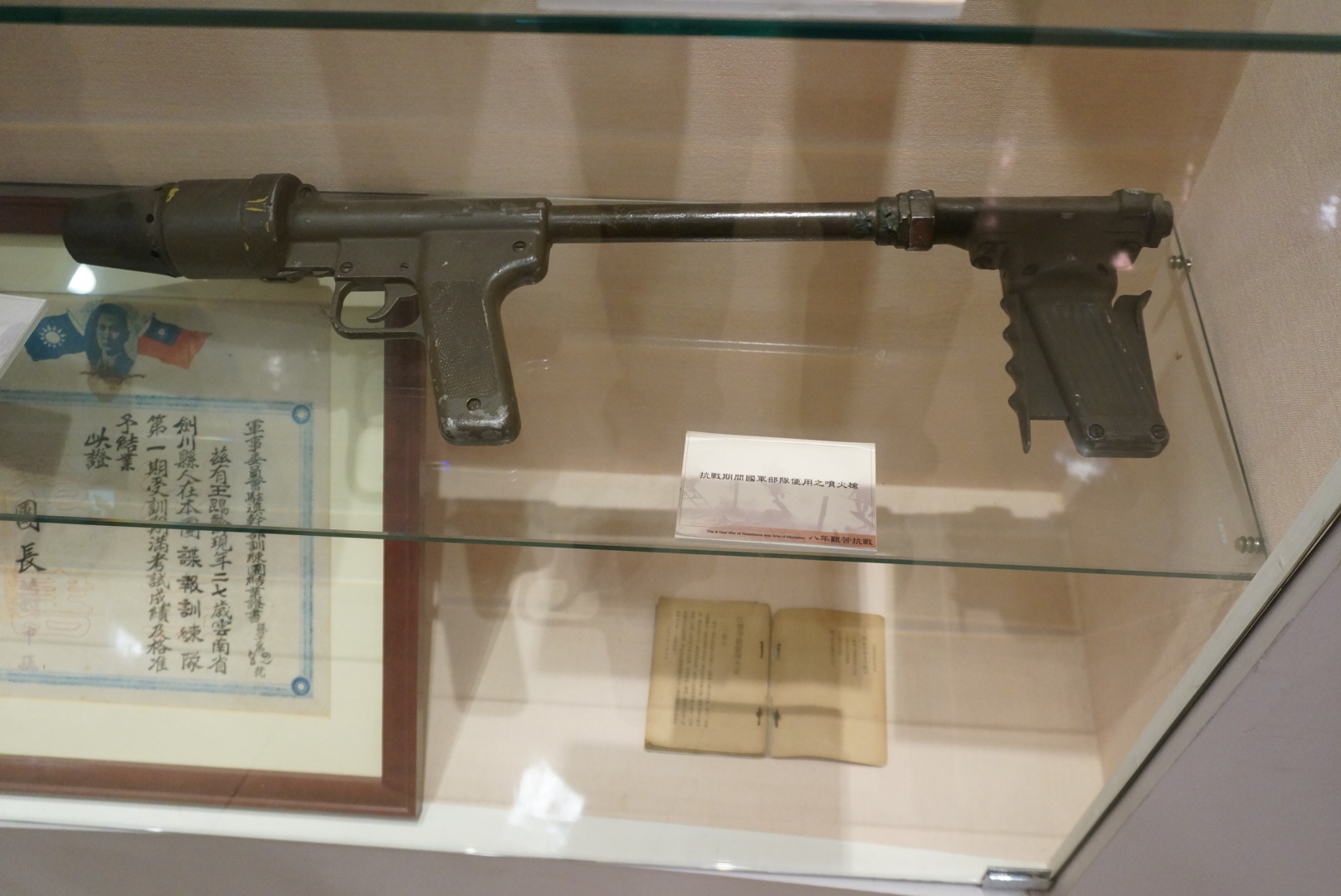
國民革命軍所用之美製M2火焰喷射器

火焰喷射器，或称喷火器，是一种被广泛用于军事用途的可以喷射火焰射流的装置。
作为一种军事用途的燃烧武器，其喷出的炽热火柱能沿战壕和坑道内壁拐弯、飞溅、粘附燃烧，到达普通弹药难以到达的地方，特别适合于山地、岛屿、坑道、洞穴和壕沟作战，也可以用于攻击敌人的坚固火力点，达到杀伤隐蔽工事内的有生力量，烧毁易燃的物资器材和技术装备等目的，具有很强的精神震撼作用。
火焰噴射器按所使用的燃料可分為兩大類：第一類會發射出一道燃燒中的可燃液体；第二類會發射出燃燒中的氣體。大部份的军用火焰噴射器會使用流質燃劑；但商用的火焰噴射器則主要使用較安全的高壓丙烷及天然氣作燃料，不會造成火災繼續燃燒。火焰噴射器多用於軍事及其它一些需要有受控火焰的方面，例如甘蔗園及土地管理中。火焰喷射器既可设计为用人员携带，也可以装置于车船中。

## 軍事用途
火焰喷射器最初于第一次世界大战的堑壕战中亮相，在第二次世界大战中更是被广泛使用。它们可以装载于车船（例如坦克），也可以由步兵携带。
火焰喷射器由背包和火焰枪组成。背包一般有两至三个圆筒，其中一个内含高压的惰性推进气体（如氮气），另外两个则装有易燃液体——一般为汽油和某些增稠剂的混合物。在一个三筒式的火焰喷射器中，装有易燃液体的圆筒分置两边，而装有推进气体的圆筒位于中间以维持平衡，方便携行（同时也为了避免被子弹击中）。火焰喷射器包括一个小容器，一个弹簧阀与一套点火装置，扣下扳机时，弹簧阀将打开，高压易燃液体流经点火装置，并从喷嘴喷出。点火器可以是一组电热线圈或者由系统自身供气的一簇引燃火焰等等。火焰喷射器分为压缩气体推动和火药燃气推动两类，前者可以自由控制喷射时间和次数但射程偏近，后者一般每次喷射一个容器的量但射程较远（比如苏联的3瓶式火焰喷射器，每次必须喷完1瓶，无法控制喷射量）。

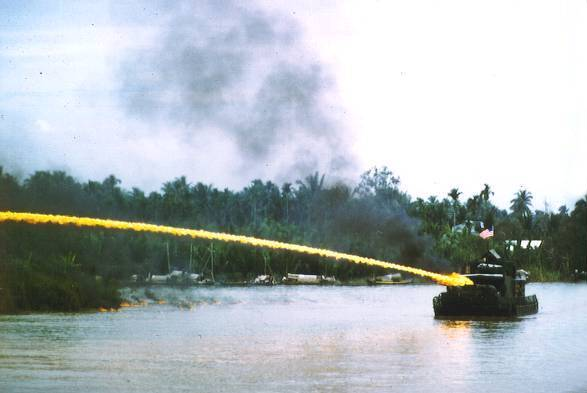
美国海军在越南战争用火焰喷射器

火焰喷射器对于敌军具有强大的心理威慑力，其杀伤力也相当強勁，被击中者往往被活活烧死，因此曾有人呼吁禁止此类武器的使用。火焰喷射器主要用于对付掩体、碉堡等各种加固工事。由于火焰喷射器发射的实际上是能够四处流动的燃烧液体，因此能够有效地打击到各种射击死角。在电影中，火焰喷射器的有效射程极为有限，但这实际上是由于制片方为了保护演员的人身安全，而采用了充有丙烷的民用喷火器。实际上，现代火焰喷射器能够在50至300米的距离上将目标烧成灰烬。另外，也有向目标喷射易燃液体并事后点燃（或被目标的灯火等所点燃）的做法。
对于操作人员来说，火焰喷射器具有很大的危险性。首先，火焰喷射器很重，限制了携行人员的活动能力。在战场上，火焰喷射器很显眼，操作员因此往往成为敌方狙击手的活靶子。在历史上，火焰喷射手很少成为战俘，因为作为报复，被俘虏的火焰喷射手通常会被就地枪决。最后，与其它同等级别的武器相比，火焰喷射器的有效射程确实较近，这迫使操作手们不得不充分接近敌军。车载火焰喷射系统同样存在这一问题。它们的射程明显高于手持式火焰喷射器，但仍比不上步兵火力。
火焰喷射器被击中从而导致大爆炸的危险被好莱坞电影所夸大了。
|  | 应该注意到，像电影中所描绘的那种由于一点火花或者子弹射击而导致大爆炸的场面是不常见的。气罐中装载的是惰性的高压气体，如果被打穿，操作手顶多被击倒在地。而油罐中装载的燃料绝非能轻易引燃，除非对方采用的是燃烧弹一类的弹药。 |

## 发展历史

### 起源
投射火焰来作为武器的构想来源已久。早期的喷火武器发源于拜占庭，在公元一世纪左右，拜占庭人就已经开始用原始的火焰喷射装置装备其战舰。据传，被拜占庭人所广泛使用的希腊火在公元673年左右被卡里尼库斯所发明。
在中国的五代之後有種於一管中填入火藥並點燃使其能夠持續噴出一陣子火焰的噴火器，此管裝設於槍矛前端，稱之為火槍。另外也有靠噴射點燃後的燃料的猛火油櫃。

### 第一次世界大戰
第一支火焰噴火器由德國人理查德·菲勒德於1901年所發明。噴火器主要以油瓶，壓縮裝置，點火裝置以及噴火槍組成。起初只是用作演習教材而被設計出來，德國軍方認為有實戰意義。起初菲勒德的噴火器設計十分笨重，威力不足以及射程太短，經過多次重新設計而改進。在1912年，德國軍方挑選48名現役消防員組成手提式噴火器的第一支火焰兵分隊，亦是全世界最早裝備噴火器的軍隊。其實早於1898年，俄國工程師基格爾向俄軍提出手提輕便的噴火器設計圖，只不過俄方以不切實際來推翻噴火器的想法，導致德軍佔盡先機令協約國在戰爭中蒙受損失。第一次世界大戰時，德軍使用石油混合油液作為噴火器的燃料，射程只有10米並且較為笨重。在1916年2月26日，法軍在凡爾登地區初次遇上噴火器的烈焰，令法軍後退12哩。同年7月30日，英軍在弗蘭德地區霍格的戰壕嘗到石油混合橡膠及硫磺的地獄之火。在兩天的戰鬥中英軍35名軍官及715名士兵陣亡，霍格的戰鬥結束後，近接戰鬥的噴火器被寫入戰鬥報告之中。吃了苦的英法人開始開發自己的噴火器計劃，法國人比較現實，抄襲德國人的設計並在1917年到1918年配備到軍隊中使用。英國人制作出重達兩噸怪物級的噴火器並在索姆河地區時部署4門這種武器並且投入使用，它們固定在德軍前沿55米的防禦工事內，前面是雙方對持的無人殺戮區。這4門大型噴火器專門為索姆河會戰專用，射程18米，用於在步兵衝鋒時清除德軍第一道防線。1917年索姆河會戰打響，德軍的反擊炮火消滅了2門噴火器，而餘下2門是英軍清除德軍第一道防線後失去原有的作用。
霍格的成功令德軍更加重視噴火器的運用，他們將噴火器編成6人小組，每組配備3具噴火器，分配在協約國的整個前沿上，主要在德軍發動攻擊時清除協約國的第一道防線上。1917年德軍對噴火器再次改良以及減輕重量，並可以多次使用的點燃信管，使得噴火器得到機動性以及射擊頻率得到提升。儘管如此，德軍噴火器對英法聯軍失去奇襲性，同時英法聯軍對噴火器抱持警戒心，當德軍火焰兵出現時，英法聯軍會優先以火力消滅火焰兵，一旦俘虜火焰兵就立刻處決。再加上無法提供遠距離寬正面的持續火力，這種優勢的戰壕兵器再無法發揮出霍格戰役中那種決定性的關鍵。在整個一戰中，德軍發動了650次噴火器攻勢，相反英法聯軍的同類攻勢為零。
在一次大戰後，義大利首先將噴火器搭載在車上，並在1935年入侵阿比西利亞（現今埃塞俄比亞）的戰爭時使用。

### 第二次世界大战

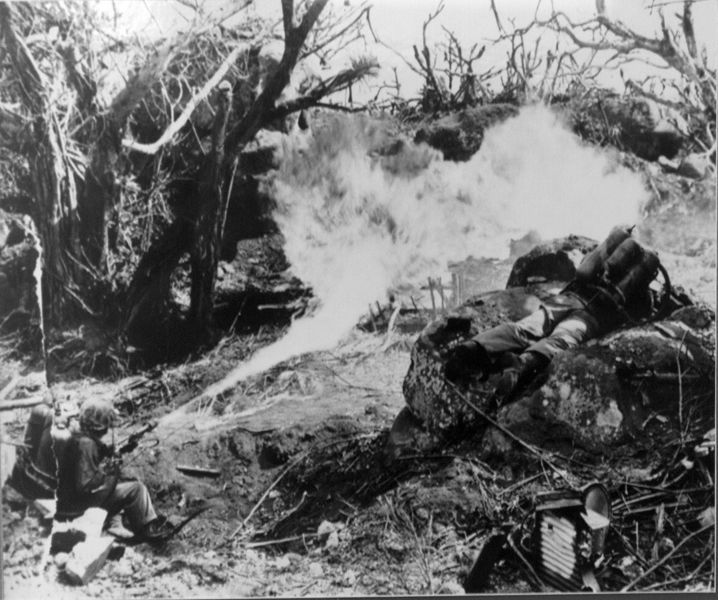
1943年塔拉瓦戰役，一名美國海軍陸戰隊士兵正用M2火焰噴射器燒毀日軍堡壘

在1942年美國哈佛大學率先使用凝固汽油令噴火器射程強化，而且美國的M4雪曼中戰車也有搭載，在諾曼第登陸，太平洋戰爭也可以見到它的存在。二戰後期，為了攻克日軍在島上修築的地下要塞，美國曾將火焰噴射器投入硫磺島戰役與沖繩戰役中，除了以火焰攻擊日軍士兵，同時使用了火焰噴射器的燃燒特性，將日軍地下要塞的氧氣燃燒殆盡，用以窒息被困在地堡內的日軍。而美軍也使用推土機將被火焰噴射器燒死的日軍屍體就地掩埋。
苏军也大量使用了喷火器（尤其是在城市战中），并且改装了许多装甲车辆使其成为专职的喷火载具。和其他国家不同的是苏军还专门生产制式喷火坦克，如OT-34和后来的OT-55等。
在二戰中德軍絕大多數噴火器由單兵攜帶，不過噴火小組由2至3人組成並且只有一人攜帶噴火器，其餘人士擔任觀測員角色。噴火手只配置手槍以及衝鋒槍用作自衛，另外一提，噴火器裝備笨重，容易成為狙擊手狙擊的目標，而且被俘的噴火手多數當場處決，擔任噴火手生存低於任何一類士兵。

### 1945年之后
美国海军陆战队在朝鲜战争和越南战争中都使用过火焰喷射器。由M113裝甲運兵車加装喷火器改装成的M132装甲喷火车参与了越南战争。在越戰後，噴火器亦違反國際人道法，原因在於它令人長期痛苦以及留下痛苦的傷痕。在1987年，由於噴火器對於現代戰爭的重要性下降，加上傳媒的壓力令美國海軍陸戰隊終止使用噴火器以及停止生產，其技術轉移並運用在反坦克火箭的燃烧弹上。

## 非军事用途
有时一个个人可以使用一些简易的材料来制作，例如使用一个喷壶、棉花、铁丝和燃料（例如酒精）来制作。
火焰噴射器有時也會用在農業或是土地管理上，可以清除雜草、害蟲以及防生化等用途。1961年，火焰喷射器曾被用來清理华盛顿特区的积雪，以举行約翰·甘迺迪的總統就职仪式。

## 具有代表性的军用喷火器（单兵）

### 德国
- 35型火焰喷射器（又被称为：FmW35型火焰喷射器）。
- 41型火焰噴射器（又被称为：FmW41型火焰喷射器）。

### 美国
- M2火焰噴射器

### 巴西
- LCT1M1式喷火器，其最远射程达70m，是当今射程最远的喷火器，也是当前世界上质量最大的一种便携式喷火器，空重21kg，全重34kg（油瓶容量为18L）[6]。

### 苏联

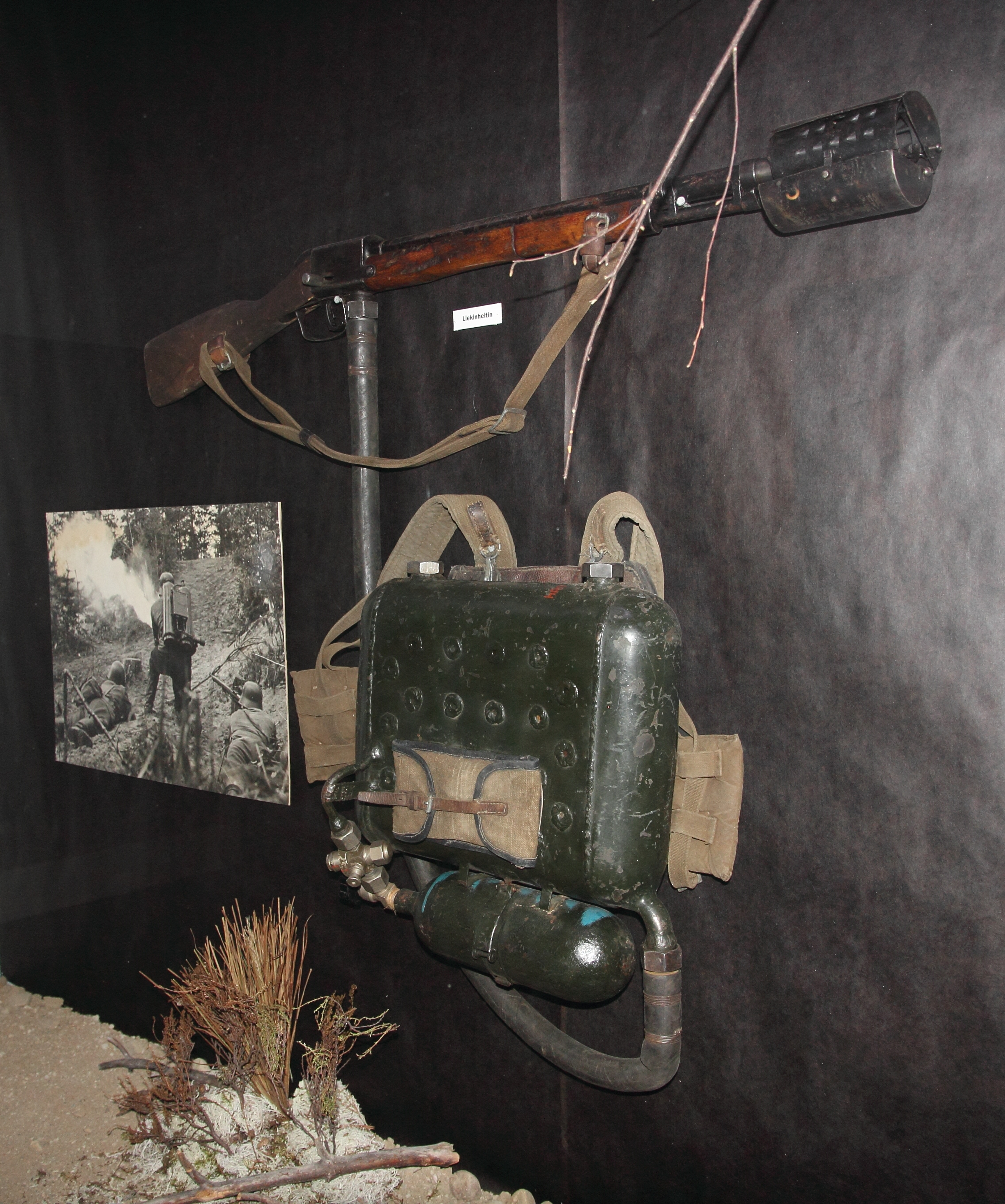
藏于芬兰步兵博物馆的苏制ROKS-2

- ROKS火焰喷射器[6]

### 日本

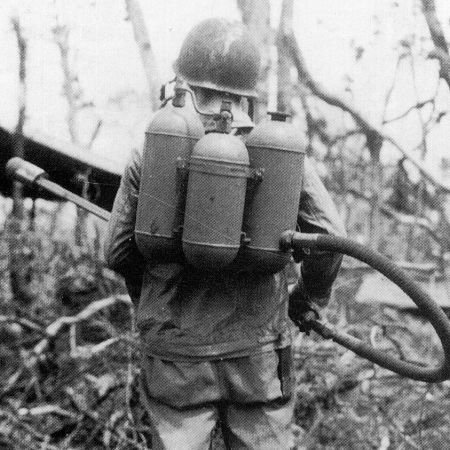
美军缴获的百式火焰喷射器

- 九三式/百式火焰喷射器[6]

### 中华人民共和国
- 于1958年定型的58式火焰喷射器。[6]
- 58式火焰喷射器的改进型：02式系列轻型喷火器。[6]